# Meniscomorpha cleiae
Meniscomorpha cleiae là một loài tò vò trong họ Ichneumonidae.